# Гастон де Лоррен, граф де Марсан
Гастон де Лоррен (Гастон Жан Батист Шарль) (7 февраля 1721 — 2 мая 1743) — французский дворянин, титулярный граф де Марсан (1736—1743), член рода Гизов, младшей ветви Лотарингского дома.

## Биография
Старший сын Шарля-Луи де Лоррена (1696—1755), графа де Марсана, и Елизаветы де Роклор (1696—1752), дочери маршала Франции Антуана Гастона де Роклора (1656—1738) и Марии Луизы де Лаваль-Монморанси.
Его отец был известен как принц де Понс, а сам Гастон с рождения носил титул графа де Марсана.
Как мужской потомок рода Гизов он имел статус иностранного принца при французском королевском дворе.
Его старшая сестра Луиза Генриетта Габриэль де Лоррен (1718—1788) в 1743 году стала женой Годфри де ла Тур-д’Овернь (1728—1792), герцога Буйонского (1771—1792)
В возрасте 15 лет Гастон де Лоррен женился на Марии Луизе де Роган (1720—1803). дочери Жюля де Рогана (1697—1724), принца де Субиза, и Анны Жюли де Мелюн (1698—1724). Её старший брат — маршал Франции Шарль де Роган (1715—1787), принц де Субиз. Супруги поженились 4 июня 1736 года. Свадьба произошла в часовне отеля де Майенн, руководил бракосочетанием кардинал де Субиз.
В 1736 году Гастон де Лоррен был адъютантом своего отца генерал-лейтенанта Шарля-Луи де Лоррена, графа де Марсана. В предыдущем году он получил собственный полк имени графа Марсана. 20 февраля 1743 года Гастон де Лоррен получил чин бригадира французской армии. Через три месяца он умер от оспы в Страсбурге, оставив свою жену вдовой в возрасте 22 лет. Он был похоронен в Страсбургском кафедральном соборе.
Анна де Роган, жена графа де Марсана, никогда не вышла замуж и скончалась в 1803 году в возрасте 83 лет. В 1754—1776 годах она была гувернанткой будущих королей Франции Людовика XVI, Людовика XVIII и Карла X, детей дофина Людовика Фердинанда.